# Chamvres
Chamvres ist eine französische Gemeinde im Département Yonne (Region Bourgogne-Franche-Comté) im Arrondissement Sens (bis 2017: Arrondissement Auxerre) und im Kanton Charny Orée de Puisaye. Die Gemeinde hat 656 Einwohner (Stand: 1. Januar 2022), die Chambériots und Chambériottes genannt werden.

## Geographie
Chamvres liegt etwa 28 Kilometer nordwestlich von Auxerre. Umgeben wird Chamvres von den Nachbargemeinden Joigny im Norden und Nordosten, Paroy-sur-Tholon im Osten und Südosten, Montholon im Süden und Südosten sowie Béon im Westen.

## Bevölkerungsentwicklung
| Jahr                       | 1962 | 1968 | 1975 | 1982 | 1990 | 1999 | 2006 | 2018 |
| -------------------------- | ---- | ---- | ---- | ---- | ---- | ---- | ---- | ---- |
| Einwohner                  | 428  | 425  | 515  | 568  | 619  | 643  | 652  | 660  |
| Quellen: Cassini und INSEE |      |      |      |      |      |      |      |      |

## Sehenswürdigkeiten
- Kirche Saint-Léonard aus dem 15. Jahrhundert

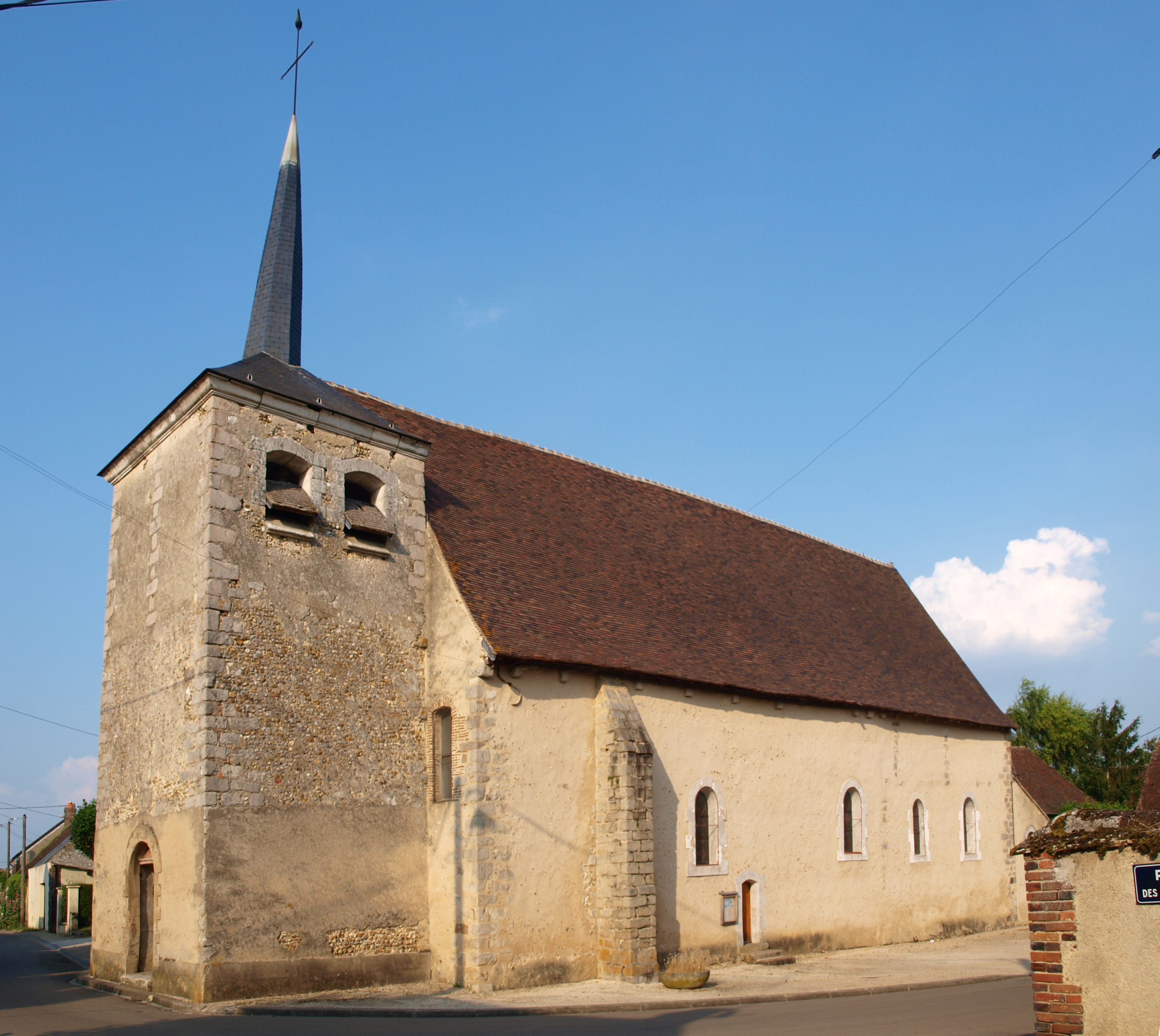
Kirche Saint-Léonard